# Caso de Ernestina Ascencio Rosario
El caso de Ernestina Ascencio Rosario (1934 - Tetlatzinga, 6 de febrero de 2007), refiere al proceso de investigación desarrollado en torno a la muerte de la indígena nahua originaria de la sierra de Zongolica, Veracruz, México. 
En las primeras investigaciones, surgieron las versiones de que Ernestina Ascencio fue víctima de violación y asesinato por parte de varios militares del Ejército. Finalmente, la Procuraduría General de Justicia del Estado de Veracruz cerró la investigación en mayo de ese año, al concluir que había fallecido de causas naturales. Sin embargo, el dictamen judicial ha sido puesto en duda por distintos grupos de defensa de los Derechos Humanos.
En un artículo publicado por Marcela Lagarde menciona los hechos de forma más detallada sobre su muerte, "Doña Ernestina, mujer indígena de 73 años de edad, fue encontrada muerta el 25 de febrero del 2007. De acuerdo al Centro de Derechos Humanos Miguel Agustín Pro, la anciana fue violada tumultuariamente por elementos castrenses, al parecer, pertenecientes al 63° Batallón de Infantería de la 26ª zona militar de Lencero, Veracruz. El ejército se deslindó rápidamente de las inculpaciones y el parte oficial forense declaró que la causa del deceso de la infortunada mujer había sido anemia y diversas complicaciones gastrointestinales. La propia CNDH avaló entonces el dictamen oficial, mismo que causó gran polémica al no ser compartido ni por los familiares de la víctima ni por buena parte de la opinión pública nacional que continuaron sosteniendo la primera versión"
Cabe señalar que existen dudas sobre el nombre correcto de la víctima, ya que los documentos de las distintas instituciones se refi eren a ella con ortografías distintas. Así, la PGJ de Veracruz, en sus primeros documentos, se refi ere a Ernestina como Ernestina Ascensión Rosaria, y luego como Ernestina Ascensión Rosario; en cuanto a la CNDH, ésta se refi ere a la víctima como Ernestina Ascencio Rosaria.

## Descripción del caso

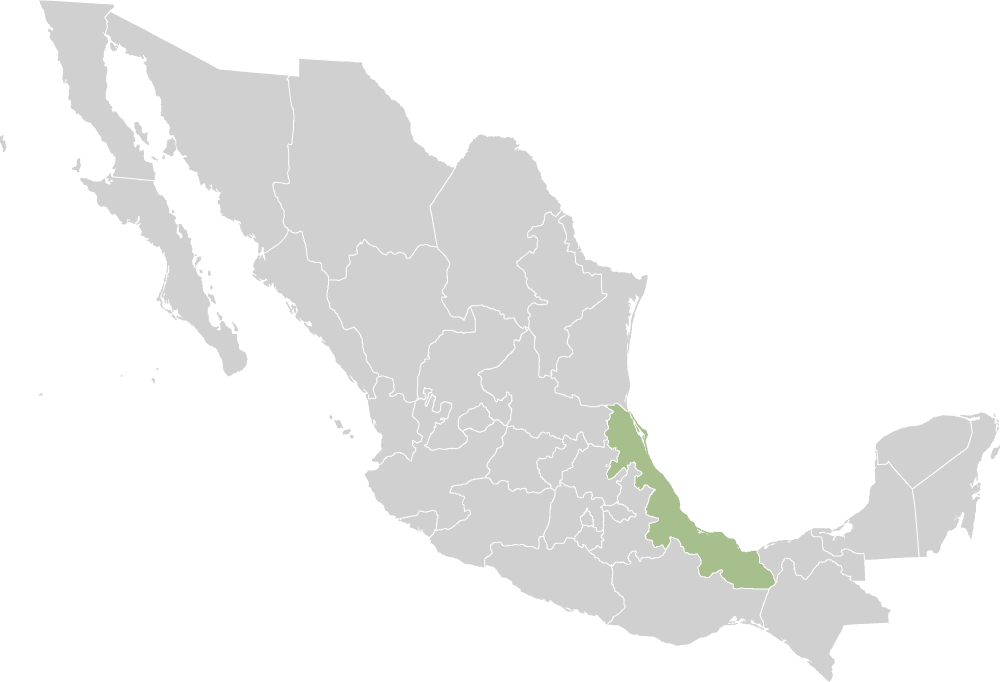
El Estado de Veracruz.

Ernestina Ascencio Rosario murió cuando se encontraba pastoreando ovejas en la comunidad de Tetlatzinga. Cuando fue encontrada, tirada sobre el zacate y todavía viva, alcanzó a decir que había sido agredida por soldados. Una primera autopsia confirmó que había sido víctima de una violación sexual.
La indignación social en Soledad Atzompa, Veracruz, fue tal que el destacamento de soldados asignado a la zona abandonó el lugar. Anteriormente el comportamiento de estos soldados había merecido una queja por escrito de la autoridad local, sin que se hubiera tomado ninguna medida. La Secretaría de la Defensa Nacional (SEDENA) negó la relación del Ejército con la muerte de Ernestina Ascensio Rosario, cuya muerte achacaron a causas naturales. Esta fue la versión que también defendió el presidente Felipe Calderón.
El Caso Ernestina Ascensio fue un escándalo a nivel nacional en México en 2007, por la muerte de la anciana náhuatl Ernestina Ascensio en circunstancias poco claras en el municipio de Soledad Atzompa, estado de Veracruz.
El escándalo se originó por la versión de sus familiares de que había sido violada y asesinada por militares destacados en la zona. La polémica y las versiones encontradas alcanzaron a los gobiernos municipal, estatal y federal (incluyendo al presidente Felipe Calderón Hinojosa), a las más altas jerarquías militares, a los partidos políticos de oposición y a la Comisión Nacional de Derechos Humanos.
El caso empieza a enredarse, de acuerdo con Belausteguigoitia, a partir de una declaración prematura  adelantada del presidente. Cuando aún se están llevando a cabo averiguaciones y el caso no está resuelto, el presidente establece la causa de la muerte. Adelantarse al juicio, aun cuando este acabe siendo certero, es una medida de poder y de captura de la realidad. La mujer indígena, dice, murió de gastritis, y nos manda a que nos informemos con la CNDH.
En el Informe 144/17 de la Comisión Interamericana de Derechos Humanos relata el hecho de la siguiente manera: "La parte peticionaria alega que el Estado es responsable por la muerte de Ernestina Ascencio, indígena náhuatl de 73 años, quien el 25 de febrero de 2007 habría sido violada y agredida sexualmente por miembros del 63 Batallón de Infantería del Ejército, que la noche anterior habían instalado un campamento en las cercanías de su hogar. Sus familiares la encontraron gravemente herida a 300 metros del campamento y, antes de perder el conocimiento, identificó a los soldados como sus agresores. A pesar de diversos intentos, no lograron acceder a centros médicos cercanos y, trascurridas 10 horas, ingresaron al hospital regional de Río Blanco, el cual no contaba con traductores. Ernestina Ascencio falleció la madrugada del 26 de febrero debido a las graves lesiones que incluían “múltiples desgarros en las regiones vaginal y anal”, que fueron confirmadas en la necropsia realizada por el hospital en conjunto con la ginecóloga de la Agencia Especializada en Delitos Sexuales de la Procuraduría General de Justicia de Veracruz (PGJV)".

## El caso
Ernestina Ascensio Rosario, mujer indígena náhuatl que habitaba en el municipio de Soledad Atzompa, Veracruz, México, en la sierra de Zongolica, zona de gran marginación social. Su existencia se hizo conocida debido a su muerte, el 26 de febrero de 2007, que ocurrió a sus 73 años, cuando pastoreaba sus ovejas. La causa de su muerte provocó un gran escándalo en la opinión pública mexicana en la primavera de 2007, y permanece siendo confusa debido a las muchas versiones encontradas. Una afirma que ella fue violada por soldados de una base militar cercana, otra dice que murió debido a complicaciones de una úlcera. La primera fue defendida en un inicio por la Procuraduría de Veracruz, la segunda por la Presidencia de la República y luego por la Comisión Nacional de Derechos Humanos.
Las distintas versiones involucraron la autoridad del gobierno municipal, el gobierno de Veracruz, la Presidencia de la República, la Secretaría de la Defensa Nacional, la Cámara de Diputados y a la Comisión Nacional de Derechos Humanos.
Su muerte y la posterior confusión sobre su causa reflejan distintas problemáticas de la vida política y social mexicana, como los derechos indígenas, los derechos de las mujeres, la pobreza, la democracia, el rol del ejército en tiempos de paz, la objetividad de los medios de comunicación entre otros. 
Este caso de acuerdo con Hernández Castillo puso en evidencia "la red de complicidades que posibilitan la violencia de Estado contra las mujeres indígenas" Pero esto no fue un caso aislado. Según reportes de Amnistía Internacional, desde 1994 a la fecha se han documentado 60 agresiones sexuales contra mujeres indígenas y campesinas por parte de integrantes de las fuerzas armadas, sobre todo en los estados de Guerrero, Chiapas y Oaxaca (precisamente estados en donde hay una gran efervescencia organizativa) 
"Lo paradigmático de este caso es que develó una vez más el racismo y el sexismo de los grupos de poder y la red de complicidades que posibilita y perpetúa la impunidad en México. A pesar de que Ernestina Ascencio denunció a sus violadores antes de morir y 15 personas, entre familiares, autoridades comunitarias y médicos legistas, escucharon esta denuncia y dieron fe de los estragos que la violación tumultuaria dejó en el cuerpo de la anciana náhuatl, el presidente Felipe Calderón, negó la veracidad de esta denuncia, sin tener ningún informe médico o legista que fundamentara su versión de “muerte por gastritis”. Como en los viejos tiempos de las monarquías, la palabra del “Supremo” fue suficiente para desmentir el certificado de defunción del doctor, Juan Pablo Mendizabal, las necropcias firmadas por tres médicos legistas, el dictamen del procurador estatal de justicia de Veracruz, Miguel Mina Rodríguez, y el propio testimonio de la víctima. La Comisión Nacional de Derechos Humanos y el Instituto Nacional de las Mujeres (INMUJERES), instancias creadas supuestamente para defender los derechos de los ciudadanos, hicieron eco a la versión oficial. María del Rocío García Gaytán, presidenta de INMUJERES, descalificó las últimas palabras de Ernestina Ascencio Rosario, ya que estas fueron en náhuatl y la mujer estaba moribunda".
La Procuraduría General de Justicia del Estado, con base en las declaraciones de los familiares de Ernestina Ascencio Rosario, así como de las autoridades de la comunidad, abrió una línea de investigación que apuntaba a la probable participación en los hechos de militares del Ejército Mexicano acantonado en las proximidades del domicilio de la víctima, donde existen informes de que operan grupos armados. Con base en sus atribuciones legales y argumentando una situación muy tensa por parte de la comunidad debido a la participación del destacamento militar, la CNDH abrió una queja de ofi cio a fi nes de febrero del 2007 sobre este caso, informando el mismo día a la SEDENA del inicio de la queja y solicitando la colaboración de la Comisión Estatal de Derechos Humanos de Veracruz.

## Cronología de hechos

### 2007
- 26 de febrero. Es encontrada moribunda Ernestina Ascencio Crescencio por su hija, en un llano a 100 metros de una base militar ubicada en la Sierra de Zongolica, Veracruz.
- 6 de marzo. La Secretaría de la Defensa Nacional (Sedena) emite un comunicado que vino a provocar más confusión, pues admitía que había habido un “crimen”, pero acusaba a “grupos” contrarios a la institución. “…es preciso señalar que grupos desafectos a este instituto armado, en reiteradas ocasiones han puesto en tela de juicio las acciones que realiza en beneficio de la sociedad mexicana, y en este caso en particular delincuentes que utilizaron prendas militares perpetraron el crimen, buscando inculpar a integrantes de esta dependencia del Ejecutivo federal y que se abandone el área para con ello continuar con sus actividades”.
- 13 de marzo. Antes de que concluya la investigación de la Procuraduría de Veracruz, la de la Sedena y la de la CNDH, el presidente Calderón afirma en entrevista a La Jornada que la señora Ascencio murió por "gastritis crónica".[7]
- 28 de marzo. El diputado del PAN, el General retirado Jorge González, mostró a los reporteros de la Cámara de Diputados un documento de la CNDH en el que ya se anticipaban las causas clínicas de la muerte de Ernestina Ascencio, descartando la violación.
- 6 de abril. El encargado de Comunicación Social del Ejército, General brigadier Mario Lucio González Cortés, envió una carta al diario La Jornada, señalando que: “La Secretaría de la Defensa Nacional no cuenta con muestra alguna de líquido seminal supuestamente encontrado en el cuerpo de la señora Ernestina Ascencio Rosario, y jamás lo ha tenido”.[9]
- 24 de abril. El Gobernador de Veracruz, Fidel Herrera, se reúne con el presidente de la CNDH.
- 30 de abril. En pleno puente vacacional, el caso es cerrado por la justicia veracruzana. El fiscal especial de la indagatoria, Juan Alatriste, dio parcialmente la razón a la CNDH, al concluir que la indígena, de 73 años “no fue violada sexualmente”, sino que murió de “parasitosis”.

### 2010
- 15 de marzo. La Procuraduría General de Justicia del Estado (PGJE) inhabilita al médico legista Dr. Juan Pablo Mendizábal Pérez, responsable de realizar la necropsia de ley al cadáver de la indígena Ernestina Ascensio Rosario a tres años de su fallecimiento. La inhabilitación oficialmente extendida por la Subprocuraduría de Supervisión y Control de la PGJE se dio como resultado del procedimiento de responsabilidad 0612007 alegando la responsabilidad del médico por haber contaminado muestras de sangre, haber certificado de manera errónea la existencia de un crimen al alegar violación sexual, por haber realizado la autopsia en un lugar no autorizado y por haberla realizado en presencia de personas no autorizados". En entrevista en el programa de radio y TV de MVS Radio conducido por Carmen Aristegui el Dr. Mendizabal Pérez, defiende su posición de que en el cuerpo de Ernestina se encontró semen abundante tanto vaginal como rectal el cual dio positivo en las pruebas periciales correspondiente para enzimas prostáticas y cromosoma Y. Adicionalmente, el médico defiende su descripción inicial de las lesiones reiterando la presencia de desgarros rectales y vaginales que corresponden a penetración no consensual. Durante la entrevista el médico indicó que la autopsia se realizó en una funeraria privada debido a la inexistencia de un anfiteatro legal, situación que se da hasta la fecha. El médico indicó además que este caso resalta la participación de los diferentes niveles del gobierno Mexicano, desde municipales hasta federales, en el silenciamiento del caso con tal de proteger la imagen del ejército, cuyo personal pareciera ser el principal responsable de la violación tumultaria de la indígena. En entrevista en el programa de radio y TV de Carmen Aristegui el Dr. sostiene que las pruebas de violación de Ernestina son incontrovertibles y posiblemente "el fraude más grande" del Dr. José Luis Soberanes quien en ese entonces presidía la Comisión Nacional de Derechos Humanos (tomado de emisión de radio MVS de Carmen Aristegui con fecha del 17 de marzo del 2010).

## Repercusión mediática
El caso de Ernestina Ascensio Rosario tuvo impacto nacional y se relacionó con otros abusos de autoridad, como los acontecimientos de la represión policial en Atenco o el conflicto magisterial de Oaxaca, en los que varias mujeres sufrieron agresiones por parte de las policías estatal y federal.
La Comisión Nacional de los Derechos Humanos, a cargo del doctor José Luis Soberanes, actuó a favor de los victimarios y fue llamado a comparecer ante los diputados federales encargados de emitir las recomendaciones a las dependencias involucradas en el caso, entre ellas la Secretaría de la Defensa Nacional (Sedena).
Petrich enlista una serie de testigos que en un lapso de doce horas fueron testigos de su agonía, en los que se mencionan: "sus hijos Julio, Marta, Francisco, dos vecinos de la comunidad, Luis Aguilar y José Vázquez, la enfermera de la clínica rural de la comunidad de Acultzinapa, de nombre Luisa, un médico de Ciudad Mendoza y tres especialistas del hospital regional de Río Blanco, que la atendieron durante siete horas y media en terapia intensiva, la vieron moribunda y constataron su estado físico."
También son testigos el alcalde de Soledad Atzompa, Javier Pérez Pascuala, y el regidor, el comandante de la policía municipal y el juez que lo acompañaron. Y René Huerta, dirigente de Coordinadora Regional de Organizaciones Indígenas de la Sierra de Zongolica. Todos relatan una historia que no coincide con la hipótesis de muerte natural, por úlceras pépticas y anemia.

## Cierre del caso
La Procuraduría General de Justicia del Estado de Veracruz inició una investigación sobre el caso, que cerró el 1 de mayo de 2007. Determinó que se trató de una muerte natural "por parasitosis", con lo que no procedía la acción penal.
Una de las versiones oficiales de la resolución del caso fue emitida por la Dirección General de Derechos Humanos y Democracia de la Secretaría de Relaciones Exteriores en la cual se relatan los siguientes hechos: 
- El 30 de abril de 2007, la Procuraduría General de Justicia del Estado de Veracruz concluyó que la muerte de la señora Ernestina Ascencio Rosario, indígena náhuatl de 73 años de edad, se debió a “causas fisiológicas y mecánicas y no a factores externos a la fisiología de su organismo”.
- El procurador general de Justicia de Veracruz, Emeterio López y el fiscal especial del caso, Juan Alatriste, informaron en rueda de prensa sobre la decisión de cerrar el caso judicialmente al no encontrar elementos probatorios de los delitos de violación y homicidio. La Procuraduría del Estado de Veracruz integró la averiguación previa número 140/2007/AE el 25 de febrero de 2007 en la Agencia del Ministerio Público Especializada de la Ciudad de Orizaba, fecha en que la Sra. Ernestina Ascencio fue llevada al Hospital Regional de Río Blanco. El 26 de febrero, personal del hospital comunicó su deceso, y personal médico de la Procuraduría realizó la necropsia correspondiente. Como resultado de la misma, la Procuraduría General de Justicia del Estado de Veracruz señaló que la occisa falleció a causa de un traumatismo cráneo-encefálico, fractura y luxación de vértebras cervicales y anemia aguda.
- Debido a las omisiones e inconsistencias encontradas en los estudios técnico periciales realizados por personal médico de la Procuraduría General de Justicia del Estado de Veracruz, se procedió a la exhumación del cuerpo y a la realización de una segunda necropsia que permitió realizar los estudios necesarios para el esclarecimiento del caso.
- El 9 de marzo, el cuerpo de la Sra. Ascencio fue exhumado por mandato de la Procuraduría General de Justicia del Estado de Veracruz en coordinación con la Procuraduría General de Justicia Militar, que se encontraba integrando la averiguación previa 26Zm/04/2007. Los peritos especializados de la Comisión Nacional de los Derechos Humanos (CNDH) participaron en dicha diligencia con el carácter de observadores.[11]

A pesar de las inquietudes despertadas entre muchos actores dentro de la sociedad civil, periodistas y OSC, por el trato que le dio la CNDH al caso de la muerte de Ernestina Ascencio Rosario, la CNDH cerró la investigación concluyendo que la muerte de Ernestina sucedió por “causas naturales”, sin haber profundizado dentro de las investigaciones y dando valor absoluto a una necropsia contrapuesta a otro conjunto de pruebas. Esta fórmula de sobrevaloración de ciertas pruebas con argumentos escasos o nulos razonamientos respecto a la desestimación de otras pruebas, es una salida muy recurrida en los procedimientos judiciales que se llevan a cabo en el país.
El operativo mediático fue apabullante. Con la excepción de algunos medios impresos como La Jornada, Proceso y otros periódicos locales de Veracruz más la puntual cobertura de Carmen Aristegui en W Radio, todos los demás medios optaron por reproducir textual las versiones oficiales.
En febrero de 2018 la CNDH decidió retomar el caso y examinar con mayor cautela nuevamente el caso.